# 中国人民解放军陆军第十四集团军
中国人民解放军陆军第十四集团军，是一个已经撤销的中国人民解放军陆军集团军，原代号为中国人民解放军35201部队，后代号为中国人民解放军77200部队。军部驻地云南省昆明市。于2017年被裁撤。

## 沿革
第十四集团军的前身是抗日战争时期的山西新军。1937年8月1日，山西青年抗敌决死队（即“山西新军”）在山西省太原市成立，政治委员薄一波（时任中共山西省委公开工作委员会书记），政治主任牛佩琮。1937年11月，决死第一纵队在山西省沁县成立，原决死队改称决死第一总队，隶属于决死第一纵队，决死第一纵队政治委员薄一波，政治主任牛佩琮。1939年12月晋西事变后被编入八路军，仍沿用决死纵队番号，纵队长兼政治委员薄一波，副纵队长牛佩琮，参谋长颜天民，政治部主任王鹤峰。1940年夏，陈赓率领八路军第三八六旅进入太岳区，于1940年6月7日成立太岳军区。自此，决死第一纵队与八路军第三八六旅并肩作战。决死第一纵队参加过“百团大战”和反“扫荡”斗争。在百团大战中，决死第一纵队第二十五团在“大洛坡”战斗中同日军登木小队白刃格斗，歼敌过半，并刺死登木，第二十五团第八连被八路军总部授予“白刃格斗英雄连”称号。在反“扫荡”斗争中，决死第一纵队和兄弟部队共同抗击三万多日伪军的五次扫荡，重创敌人。
1942年，太岳军区将第三八六旅和决死第一纵队整编为太岳纵队，下辖第三八六旅、决死第一旅和第二一二旅。其中决死第一旅旅长李聚奎，政治委员周仲英，政治部主任刘有光。1942年冬，日伪军纠集三万多人在山西省沁源县进行“山岳剿共实验”，决死第一旅奉命成立“沁源围困委员会”，使日伪军困守沁源县城两年半，未能成立一个“维持会”，最后被迫撤离沁源县城。1944年1月延安《解放日报》发表《向沁源人民致敬》社论，称“模范的沁源，坚强不屈的沁源，是太岳民主根据地一面旗帜，是敌后抗战中的模范典型之一”。1945年9月，太岳纵队参加了上党战役。
1945年10月，太岳纵队整编为晋冀鲁豫军区第四纵队，第三八六旅、决死第一旅和第二一二旅分别改为第十、第十一、第十二旅，司令员陈赓，政治委员谢富治。各旅旅长分别是周希汉、成芳、刘金轩。随后第四纵队参加了闻夏战役、临浮战役、延安保卫战、吕梁战役、汾孝战役等战役。1947年2月，太岳军区部队组成第八纵队第二十二旅，旅长查玉升。同年8月，第四纵队和第二十二旅等部在陈赓、谢富治的领导下挺进豫西，开辟了豫西根据地。此后，第二十二旅改归第四纵队建制。第四纵队先后参加陇海路战役、破袭平汉路、洛阳战役、宛东战役、淮海战役等战役，在淮海战役中阻击并围歼了黄维兵团。
淮海战役结束后，以第四纵队第十一、第二十二旅以及淮海战役中起义的廖运周中华民国国军第一一〇师于1949年2月14日在河南漯河地区合编成中国人民解放军第十四军，下辖第四十、第四十一、第四十二师，警卫团、教导团、补训团、随营学校。其中第四纵队第十一旅改编为第四十师；第二十二旅改编为第四十一师；第一一〇师与第十一旅第三十三团、第二十二旅第六十四团改编为第四十二师。第十四军军长李成芳，政委雷荣天。隶属中国人民解放军第二野战军第四兵团，参加了渡江战役、攻占两广。1950年1月开入云南省，在西南军区、云南军区领导下，第十四军组成滇西卫戍区，下辖大理、丽江、保山三个军分区，完成了和滇桂黔边区纵队第七支队的合编，并整编了暂编第十二军。此后第十四军在滇西边境承担剿匪任务，还多次击退境外的中华民国国军的进攻，保卫了西双版纳地区的安全。1950年第四十师第一一九团还参加了西昌战役。第十四军及其前身各部队，在抗日战争和第二次国共内战中共歼敌37万多人。
1950年代后，第十四军一直驻云南省。1951年6、7月间，曾两次围剿攻入云南的李弥部队。1959年，第十四军部分部队参加了西藏骚乱。1960年代至1970年代的援越抗美时期，第十四军守卫滇越铁路及公路，并曾派两个团到越南帮助抢修遭美军炸毁的桥梁和工厂，在后方战略要地阻击美军及南越特工队偷袭。1968年，第十四军移防云南省昆明市。该军山地丛林作战经验丰富，被誉为“丛林猛虎”。1975年7月参加了对云南回民沙甸事件的镇压行动。
1979年2月到3月，第十四军作为西线主力参加了中越战争，攻占了越南黄连山省省会老街，并且前出铺楼，将7号公路切断，还控制了红河渡口，完成了预定任务。1981年5月，第四十二师收复扣林山，第一二六团第一营获中央军委授予“扣林山战斗英雄营”称号。1984年4月28日，第四十师配属第四十一师第一二二团发起老山战役，经过一天的激战，第四十师一部用7分钟占领662.6高地，5时20分攻上了老山主峰。1984年5月15日，第一二二团两个营在边防第十五团的配合下，攻占了八里河东山。随后第十四军在老山地区展开防御作战，先后涌现出张大权、尹光忠、史光柱、李海欣等战斗英雄。
1985年，第十四军改编为中国人民解放军陆军第十四集团军，军部仍设在云南省昆明市，隶属成都军区。下辖步兵第四十师、第四十一师，以及原属第十一军的第三十一师（原为贵州省军区第四十九师，1969年改为第十一军第三十一师，1979年2月中越战争攻占封土，1984年4月收复者阴山）、第三十二师（1969年在重建第十一军时组建）共4个步兵师，并且编入炮兵第四师、坦克旅、高炮旅。1996年，步兵第四十一师改成武警机动师。1998年后，步兵第三十二师改成云南省陆军预备役师，坦克旅改成装甲旅，步兵第三十一师第九十一团和步兵第四十师第一二〇团分别改编成师属装甲团。
2016年，中国人民解放军七大军区撤销，五大战区成立，陆军第十四集团军划归中国人民解放军南部战区陆军。2017年撤编。

## 编制
1985年8月，陆军第十四军与陆军第十一军、昆明军区直属队的部分部队整编为陆军第十四集团军。集团军辖原属第十四军的步兵第四十师、第四十一师，以及原属第十一军的第三十一师（原为贵州省军区第四十九师，1969年改为第十一军第三十一师，1979年2月中越战争攻占封土，1984年4月收复者阴山）、第三十二师（1969年在重建第十一军时组建）共4个步兵师，并且编入炮兵第四师、坦克旅、高炮旅。原属第十四军的步兵第四十二师撤编。1996年，步兵第四十一师改成直属武警总部的机动师（武警第四十一师）。1998年后，步兵第三十二师改成云南省陆军预备役师，坦克旅改成装甲旅，步兵第三十一师第九十一团和步兵第四十师第一二〇团分别改编成师属装甲团。2003年，炮兵第四师缩编为集团军炮兵旅。2013年底，摩托化步兵第三十一师拆分为两个旅（三十一旅、三十二旅），摩托化步兵第四十师拆分为两个旅（四十旅、四十二旅）。
2017年撤编前，陆军第十四集团军下辖：
- 军直部队：
  - 通信团[4]
  - 工兵团[4]
  - 防化团[4]
  - 舟桥团[4]
  - 司机卫生员训练大队[4]
  - 教导大队
- 机械化步兵第三十一旅[5][4]
- 山地步兵第三十二旅[6][4]
- 摩托化步兵第四十旅[7][4]
- 机械化步兵第四十二旅[8][9][5][4]
- 装甲第十八旅[10][4]
- 炮兵旅[11][4]
- 防空旅[12][4]

## 历任领导

### 太岳纵队
| 太岳纵队司令员 - 陈赓（1941年8月—1945年10月） 太岳纵队副司令员 - 谢富治（1943年8月—1945年10月） | 太岳纵队政治委员 - 薄一波（1941年8月—1945年10月） 太岳纵队副政治委员 - 王新亭（1941年8月—1945年10月） |

| 太岳纵队参谋长 - 毕占云（1941年8月—1945年10月） | 太岳纵队政治部主任 - 王新亭（1941年8月—1945年10月，副政治委员兼） |

太岳纵队供给部部长
- 余缦云（1943年初—1945年10月）

### 晋冀鲁豫军区第四纵队
| 第四纵队司令员 - 陈赓（1945年10月—1949年2月） 第四纵队副司令员 - 谢富治（1945年10月—12月） - 韩钧（1945年12月—1948年） | 第四纵队政治委员 - 王鹤峰（1945年10月—12月） - 谢富治（1945年12月—1949年2月） 第四纵队副政治委员 - 杨奇清（1945年10月—1947年） |

| 第四纵队参谋长 - 毕占云（1945年10月—1946年） - 刘忠（1946年6月—1947年8月） - 王启明（1947年—1949年2月） | 第四纵队政治部主任 - 杨奇清（1945年10月—1946年，副政治委员兼） - 刘有光（1946年—1949年2月） |

第四纵队供给部部长
- 赵炳润（1945年10月—1949年2月）

### 中国人民解放军第十四军
| 中国人民解放军第十四军军长 - 李成芳（1949年2月—1954年9月） - 查玉升（1954年9月—1955年4月，代理） - 范朝利 中将（1955年4月—1956年7月） - 查玉升 少将（1956年9月—1965年3月） - 梁中玉 少将（1965年3月—1970年4月） - 朱英（1970年4月—1975年5月） - 黄德懋（1975年11月—1978年11月） - 张景华（1978年11月—1983年5月） - 刘子波（1983年5月—1984年9月） - 何其宗（1984年9月—1985年3月） - 蒙进喜（1985年3月—1985年9月） 中国人民解放军第十四军副军长 - 王启明（1949年2月—1955年4月） - 余建勋（1950年10月—1953年） - 高建兴 大校（1952年6月—1958年6月；1970年12月—？） - 熊奎 少将（1955年7月—1959年4月） - 王长有 大校（1956年—1959年） - 郭新 大校（？—？） - 胡尚礼 少将（？—1965年） - 梁中玉 少将（？—1965年3月） - 王守志（1966年5月—1979年1月） - 王克坤（1969年4月—1970年12月） - 田大邦（1969年4月—1973年11月） - 王有福（1969年11月—？） - 张化民（？—？） - 王立岗（？—1981年） - 史桂先（？—1983年） - 王祖训（1983年—1985年9月） - 黄贤（1983年—1985年9月） - 刘昌友（1985年3月—9月） - 孙粹屏（1985年3月—9月） | 中国人民解放军第十四军政治委员 - 雷荣天（1949年2月—1952年10月） - 李成芳（1952年10月—1953年3月，军长兼） - 王德贵（1953年3月—1954年9月） - 陈鹤桥 少将（1954年9月—1960年5月） - 王砚泉 少将（1961年10月—1966年8月） - 胡尚礼 少将（1966年5月—8月，代理；1966年8月—1967年2月） - 成泽民 大校（1969年4月—1970年11月） - 原增禄（1972年11月—1975年11月） - 刘炎田（1975年11月—1978年11月） - 范新友（1978年11月—1983年5月） - 荀友明（1983年5月—1985年9月） 中国人民解放军第十四军副政治委员 - 王贵德 少将（1952年12月—1956年7月） - 许志奋 大校（1955年6月—1962年11月） - 侯良辅（1953年2月—1955年） - 翟鸣武 大校（？—1967年3月） - 成泽民 大校（？—1969年4月） - 原增禄（1969年4月—1972年11月） - 刘钊（1970年12月—？） - 张琦（1970年12月—1975年11月） - 王进仁（？—？） - 马扶增（1978年1月—？） - 王海珍（？—？） - 曾裕才（1983年—1985年9月） |

| 中国人民解放军第十四军参谋长 - 王启明（1949年2月—1955年4月，副军长兼） - 熊奎（1955年7月—1959年4月，副军长兼） - 梁中玉 大校（？—？） - 李兆升 大校（？—？） - 高建兴（1966年5月—1970年12月） - 李亥生（1969年9月—？） - 王立岗（？—？） - 刘子波（1979年—1983年5月） - 魏兆生（1983年—？） | 中国人民解放军第十四军政治部主任 - 朱佩瑄（1949年2月—？） - 侯良辅（1952年—1953年2月） - 许志奋 大校（1955年6月—1956年，副政治委员兼） - 成泽民 大校（？—？） - 原增禄（？—1969年4月） - 刘钊（1969年4月—1970年12月） - 冯治国（1970年12月—1973年8月） - 康请威（1973年9月—？） - 王进仁（？—？，副政治委员兼） - 杨力航 （1978年-1981年） - 陈连富（1983年—1985年） - 马子龙（1985年3月—9月） |

中国人民解放军第十四军后勤部部长
……
- 高建兴 大校（？—1966年5月）
- 王克坤（？—？）

……
- 孟兴儒（1983年—？）

### 中国人民解放军陆军第十四集团军
| 中国人民解放军陆军第十四集团军军长 - 蒙进喜 少将（1985年9月—1988年9月停职，1989年7月免职） - 王祖训 少将（1989年11月—1993年12月） - 朱启 少将（1994年3月—1996年1月） - 刘亚红 少将（1996年1月—2002年1月） - 夏国富 少将（2002年2月—2004年8月） - 赵宗岐 少将（2004年12月—2007年9月） - 周小周 少将（2007年9月—2012年7月） - 饶开勋 少将（2012年11月—2013年9月） - 王兵 少将（2014年1月—2016年4月） - 胡中强 少将（2016年8月—2017年） 中国人民解放军陆军第十四集团军副军长 - 刘昌友（1985年9月—1988年9月） - 孙粹屏 少将（1985年9月—1989年1月） - 董德元 少将（？—？） - 张烨 少将（？—2007年3月） - 熊作明 少将（2004年—2009年5月） - 朱和平 少将（2007年—2009年10月） - 高晓勇 少将（2007年—2008年7月） - 张兆垠 少将（2008年5月—2010年，挂职） - 黄艺 少将（2009年5月—？） - 赵金松 少将（2009年11月—2012年） - 刘亚永 少将（2010年4月—2013年） - 邓志平 少将（2012年9月—2015年） - 范承才 少将（？—2016年） - 岳安德 少将（2015年9月—2017年） | 中国人民解放军陆军第十四集团军政治委员 - 荀友明 少将（1985年9月—1990年4月） - 陈培忠 少将（1990年6月—1993年2月） - 萧怀枢 少将（1993年2月—1994年12月） - 马子龙 少将（1995年3月—2000年12月） - 朱汉宾 少将（2001年3月—2007年7月） - 刁国新 少将（2007年7月—2010年11月） - 黄集骧 少将（2011年2月—2015年9月） - 余永洪 少将（2015年9月—2017年） 中国人民解放军陆军第十四集团军副政治委员 - 陈培忠 少将（1985年9月—1990年6月） - 曾裕才 少将（1985年9月—1990年6月） - 马子龙 少将（1990年6月—1995年3月） - 谌宏昌 少将（？—2000年） - 王增钵 少将（2002年2月—2004年8月） - 杨成熙 少将（2004年8月—2006年3月；2007年2月—2010年12月） - 何平 少将（2008年11月—2013年） - 林培雄 少将（2013年7月—10月） - 高伟 少将（2013年—2016年） |

| 中国人民解放军陆军第十四集团军参谋长 - 刘子波（1985年9月—1989年4月） - 王继堂（1989年4月—1993年2月） - 黄光汉（1993年2月—？） - 李新录（？—？） - 杨金山（2001年1月—2005年11月） - 黄艺（2005年11月—2009年5月） - 王凯（2009年7月—2013年1月） - 邓志平 少将（2013年1月—2015年1月，副军长兼） - 杨毅 大校（2015年1月—2017年） | 中国人民解放军陆军第十四集团军政治部主任 - 马子龙（1985年9月—1990年6月） - 谌宏昌（1990年6月—？） - 王增钵（？—？） - 杨成熙（2002年9月—2004年8月） - 石晓（2004年8月—2009年1月） - 余永洪（2009年1月—2015年4月） - 刘本成（2015年—2017年） |

## 荣誉
曾被授予荣誉称号的单位有：
- 老山英雄团：原陆军第十四集团军步兵第四十师第一一八团[1]
- 英雄营：原陆军第十四集团军步兵第三十一师第九十一团第三营[1]
- 英雄营：原陆军第十四集团军步兵第四十师第一一八团第一营[1]
- 淮海先锋连：原陆军第十四集团军步兵第三十一师第九十一团第四连[1]
- 钢铁六连：原陆军第十四集团军步兵第四十师第一二〇团第六连[1]
- 猛虎连：原陆军第十四集团军步兵第三十一师第九十一团第九连[1]
- 老山神炮连：原陆军第十四集团军炮兵第四师第五团某连[1]
- 老山穿插英雄连：原陆军第十四集团军步兵第四十师第一一九团第四连[1]
- 老山防御英雄连：原陆军第十四集团军步兵第四十师第一一九团第七连[1]
- 者阴山英雄连：原陆军第十四集团军某炮兵团榴炮五连[24]

## 延伸阅读
- 陆军第十四集团军政治部编，中央首长题词，1986年
- 中国人民解放军陆军第十四集团军编，历史的担当——陆军第十四集团军四川汶川特大地震抗震救灾纪实，2009年